# Francisco Rodríguez (arcebispo)
Francisco Rodríguez, S.J. (Girona, 1557 – Cranganor, 18 de fevereiro de 1624) foi um prelado jesuíta espanhol da Igreja Católica, o primeiro arcebispo de rito latino de Cranganore.

## Biografia

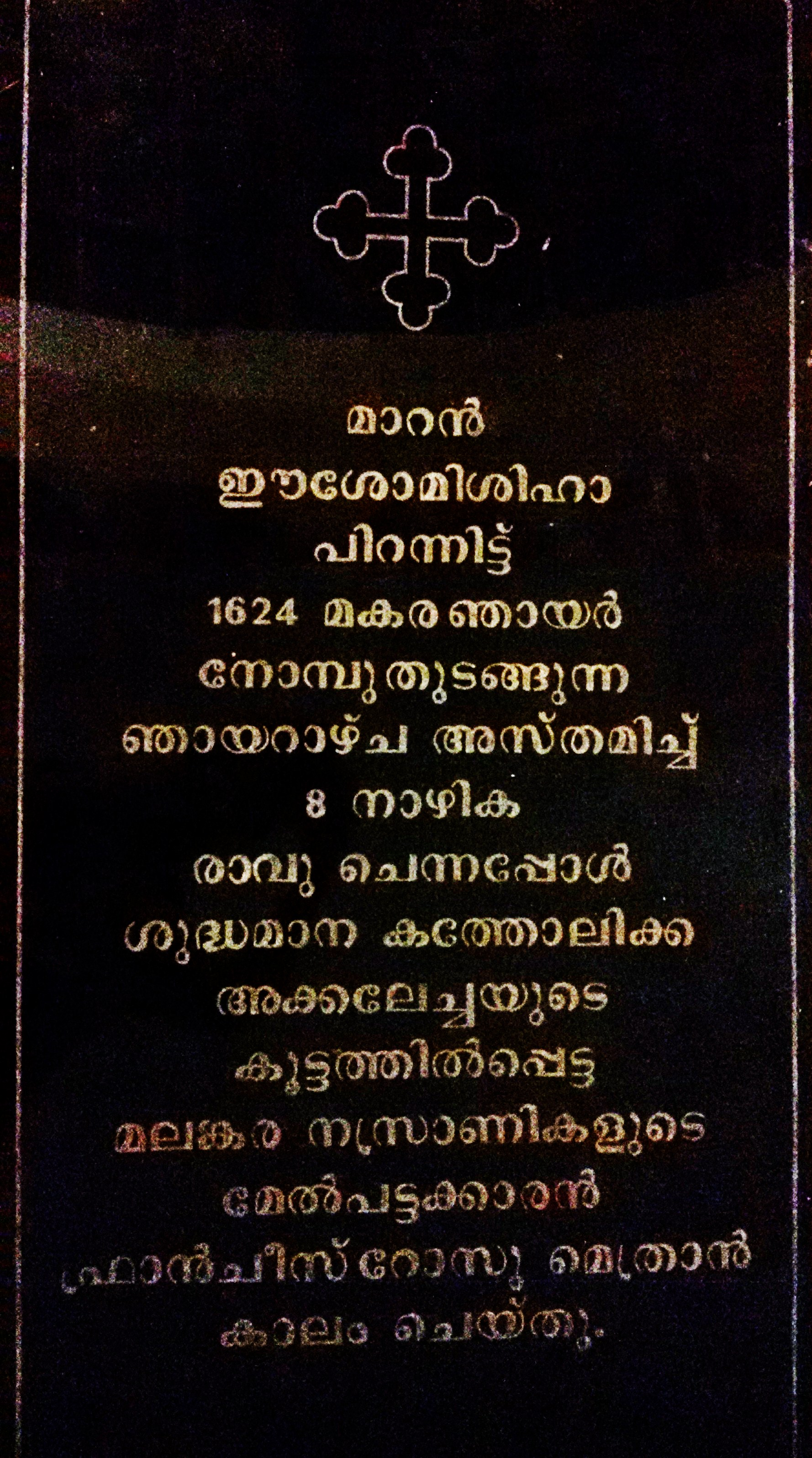
Monumento em homenagem a Dom Francisco Rodríguez na igreja de São Tomé em North Paravur

Rodríguez era um jesuíta catalão que fez seus votos solenes em 1575 e que chegou à Índia em 1584. Aprendeu siríaco enquanto estava em Goa e Malabar e tornou-se professor de línguas semíticas no seminário de Vaipikotta. Iniciou a sua missão entre os cristãos de São Tomé em 1586, imediatamente após à Terceira Congregação Provincial que se realizou em Goa. Sua primeira missão foi ajudar o arcebispo Abraão de Angamalé a cumprir as diretrizes do Concílio Provincial de 1585. Foi ordenado padre em 1587.
Com a morte de Abraão em 1597, seu sucessor como Arcebispo de Angamalé seria o arquidiácono Jorge da Cruz, que seguia o rito siríaco oriental e que conforme as considerações de Trento, deveria fazer sua profissão de fé e ser coadjuvado por dois bispos de rito latino. Contudo, Jorge da Cruz não cumpriu com as condições, recusando-se a receber quem não fosse enviado do Patriarca de Selêucia e realizou-se assim o Sínodo de Diamper, momento em que Francisco Rodriguéz foi nomeado arcebispo.
Foi consagrado em 25 de janeiro de 1601, na Sé Catedral de Goa, por Dom Aleixo de Meneses, arcebispo de Goa. Durante seu governo, convocou o Segundo Sínodo de Angamalé em 7 de dezembro de 1603, e o sínodo resolveu três questões que surgiram entre os cristãos de São Tomé, após o Sínodo de Diamper.
Morreu em 18 de fevereiro de 1624 e na antiga igreja de Kattakkavu em North Paravur, um monumento foi construído no santuário da igreja em sua homenagem.